# Ризенкампф, Егор Евстафьевич
Егор Евстафьевич Ризенкампф (нем. August Georg von Riesenkampff; 1797—1871) — генерал от инфантерии русской императорской армии. Его племянник — Николай Александрович Ризенкампф.

## Биография
Родился 14 (25) июня 1797 года, происходил из дворян Эстляндской губернии Ризенкампфов; отец — Густав-Герхард фон Ризенкампф (27.01.1766—14.03.1847).
Получив первоначальное домашнее воспитание, он учился затем в Санкт-Петербургской Петропавловской школе. В 1807 году поступил на службу канцеляристом, в 1812 году был произведён в сенатские регистраторы, а в 1813 году поступил в военную службу — колонновожатым в Свиту Его Императорского Величества по квартирмейстерской части, с назначением состоять при съёмке 2 округа Финляндии; отсюда в 1815 году Ризенкампф был командирован в главную квартиру императора Александра I — в Гейдельберг — состоять при начальнике Генерального штаба. В первый офицерский чин — прапорщика — он был произведён 30 августа 1815 года. С сентября по 1 декабря 1815 г. Ризенкампф сопровождал Александра I из Парижа — через Брюссель, Берлин, Варшаву — в Санкт-Петербург.
Назначенный в 1816 году начальником 1-го отделения канцелярии, управлявшей квартирмейстерской частью, Ризенкампф был перечислен в Гвардейский Генеральный штаб; в 1818 году был произведён в подпоручики и назначен правителем дел временной строительной Комиссии здания Главного штаба.
В 1827 году был произведён в полковники и с 1828 года был назначен правителем Канцелярии управлении Генерального штаба; в 1830 году дополнительно был  назначен исправляющим должность инспектора дома Главного штаба. Также с 1829 по 1836 год он был цензором газеты «Русский Инвалид». В 1835 году был произведён в генерал-майоры, а в следующем году назначен вице-директором Департамента Генерального штаба.
В марте 1847 года Ризенкампф был произведён в генерал-лейтенанты. Посвятив свою деятельность, главным образом, на улучшение геодезических работ, принимал участие в соединении российских геодезических работ с австрийскими и прусскими, за что и получил: австрийский орден Железной Короны 1-й степени (1851) и прусский орден Красного Орла 1-й степени (1854). В 1854 году ему была пожалована золотая табакерка с императорским портретом, украшенная бриллиантами.
В 1856 году он был назначен членом Генерал-аудиториата, а в 1866 году произведён в генералы от инфантерии. С преобразованием Генерал-аудиториата в Главное Военно-судное управление, Ризенкампф был назначен членом Главного Военного суда.
Умер 15 (27) мая 1871 года в Санкт-Петербурге.
Е. Е. Ризенкампф неоднократно получал Высочайшие благодарности и награды; был кавалером орденов до Св. Александра Невского включительно.

## Семья
Был женат дважды.
В первом браке с Ольгой Андреевной Трегубовой родились дочери: Зинаида, Мария, Варвара.
Второй раз женился на Екатерине Васильевне Тальковой. Их дети: Дмитрий (1832—1887), Елизавета, Василий, Николай, Екатерина, Александра (?—1901), Юлия, Елена.